# Tržić Tounjski
 Tržić Tounjski   falu Horvátországban, Károlyváros megyében. Közigazgatásilag Tounjhoz tartozik.

## Fekvése
Károlyvárostól 32 km-re délnyugatra, községközpontjától 3 km-re délkeletre, a Mrežnica bal partján fekszik.

## Története
A falunak 1857-ben 1522, 1910-ben 1257 lakosa volt. Trianonig Modrus-Fiume vármegye Ogulini járásához tartozott. 2011-ben a falunak 16 lakosa volt.

## Lakosság
| Lakosság változása | Lakosság változása | Lakosság változása | Lakosság változása | Lakosság változása | Lakosság változása | Lakosság változása | Lakosság változása | Lakosság változása | Lakosság változása | Lakosság változása | Lakosság változása | Lakosság változása | Lakosság változása | Lakosság változása | Lakosság változása |
| ------------------ | ------------------ | ------------------ | ------------------ | ------------------ | ------------------ | ------------------ | ------------------ | ------------------ | ------------------ | ------------------ | ------------------ | ------------------ | ------------------ | ------------------ | ------------------ |
| 1857               | 1869               | 1880               | 1890               | 1900               | 1910               | 1921               | 1931               | 1948               | 1953               | 1961               | 1971               | 1981               | 1991               | 2001               | 2011               |
| 1522               | 1174               | 1038               | 1186               | 1236               | 1257               | 1064               | 1171               | 567                | 612                | 573                | 376                | 217                | 164                | 20                 | 16                 |